# Axel Cadier

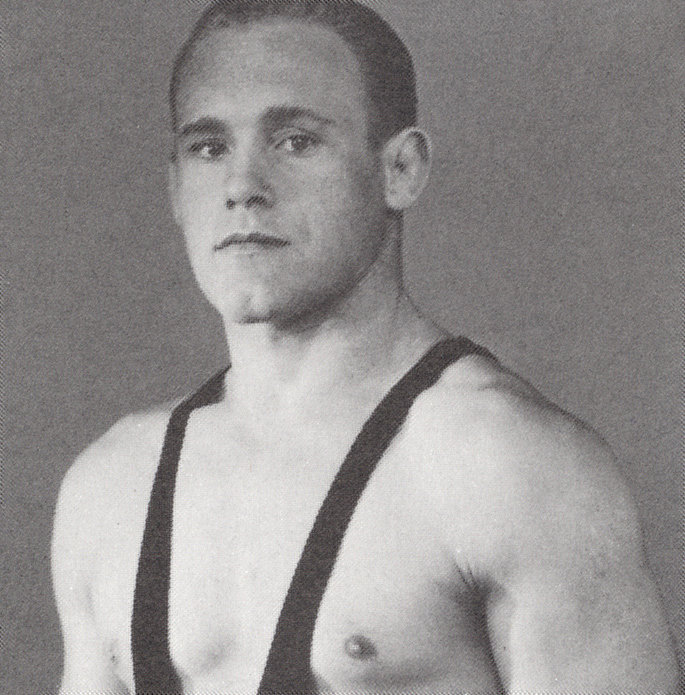
Axel Cadier

Axel Vilhelm Teodor Cadier (* 13. September 1906 in Varberg; † 29. Oktober 1974 in Göteborg) war ein schwedischer Ringer.

## Werdegang
Axel Cadier stammt aus Borås. Dort begann er als Jugendlicher beim Athletenklub (AK) auch mit dem Ringen. Er war ein Spätstarter und hatte erst mit 25 Jahren die schwedische Spitzenklasse erreicht. Ab 1932 war er aber auf der internationalen Ringermatte einer der besten Mittel- und Halbschwergewichtsringer der Welt. Axel Cadier beeindruckte vor allem durch seine elegante Ringweise und sein technisches Können. Er verdrängte den für unschlagbar geltenden schwedischen „Ringerkönig“ Ivar Johansson aus der schwedischen Olympiamannschaft im Mittelgewicht, der daraufhin sechs Kilogramm in das Weltergewicht abtrainieren musste.
Bei den Olympischen Spielen 1932 in Los Angeles galt er deshalb als hoher Favorit im Mittelgewicht, unterlag aber als internationaler „Neuling“ dem routinierten finnischen Olympiasieger von 1928 Väinö Kokkinen und ganz überraschend auch dem Hamburger Jean Földeák und musste sich mit der Bronzemedaille begnügen.
Bei den Europameisterschaften 1933 in Helsinki, Weltmeisterschaften wurden damals nicht durchgeführt, zeigte er aber kann sein Können und wurde mit einem Finalsieg über Foeldeák in überlegenem Stil Europameister.
Ab 1934 startete Axel Cadier im Halbschwergewicht, konnte sich aber in dieser Gewichtsklasse bei den Europameisterschaften in Rom nicht durchsetzen. Er unterlag Erich Siebert aus Mainz und Edvīns Bietags aus Lettland und landete auf dem 4. Platz. 1935 hatte er sich aber im Halbschwergewicht etabliert und wurde in Kopenhagen auch in dieser Gewichtsklasse Europameister im griechisch-römischen Stil mit fünf überlegenen Siegen. Nur Onni Pellinen aus Finnland ließ sich von ihm nicht schultern. Im freien Stil gewann er im gleichen Jahr in Brüssel die Silbermedaille. Im Finale unterlag er dem Ungarn Edvard Virag.
Bei den Olympischen Spielen 1936 in Berlin wurde er, vom finnischen Nationaltrainer der schwedischen Mannschaft Robert Oksa bestens vorbereitet, souveräner Olympiasieger. Er erzielte sechs Siege und schlug dieses Mal im Endkampf Edvīns Bietags klar nach Punkten.
Bei den Europameisterschaften 1937 in München gewann er auch seinen ersten Europameisterschaftstitel im freien Stil. Paul Böhmer aus Bad Reichenhall war sein Finalgegner, den er einstimmig nach Punkten schlug. Seinen letzten EM-Titel gewann er schließlich 1938 in Tallinn im griechisch-römischen Stil, wobei sich der Italiener Umberto Silvestri, Werner Seelenbinder aus Berlin und der Este Nikolai Karklin als seine schärfsten Gegner erwiesen.

## Internationale Erfolge
(OS = Olympische Spiele, EM = Europameisterschaft, GR = griechisch-römischer Stil, F = Freistil, Mi = Mittelgewicht, Hs = Halbschwergewicht, damals bis 79 kg bzw. 87 kg Körpergewicht)
- 1932, 1. Platz, Intern. Turnier in Stockholm, GR, Mi, vor Ivar Johansson u. Knut Fridell, bde. Schweden;
- 1932, Bronzemedaille, OS in Los Angeles, GR, Mi, nach Freilos Niederlagen gegen Jean Földeák, Deutschland und Väinö Kokkinen, Finnland;
- 1933, 1. Platz, EM in Helsinki, GR, Mi, mit Siegen über Edvard Westerlund, Finnland und Jean Földeák;
- 1934, 4. Platz, EM in Rom, GR, Hs, mit Siegen über Eduard Dekkers, Niederlande und W. Ksiażkiewicz, Polen und Niederlagen gegen Erich Siebert, Deutschland und Edvīns Bietags, Lettland;
- 1935, 1. Platz, EM in Kopenhagen, GR, Hs, mit Siegen über Teodor Krszymalski, Polen, Ede Virágh-Ebner, Ungarn, Paul Böhmer, Deutschland, August Neo, Estland und Onni Pellinen, Finnland;
- 1935, 2. Platz, EM in Brüssel, F, Hs, mit Siegen über Julien Cammeart, Belgien, Drzymala, Polen und August Neo und einer Niederlage gegen Ede Virágh-Ebner;
- 1936, Goldmedaille, OS in Berlin, GR, Hs, mit Siegen über Edvard Westerlund, Finnland, Umberto Silvestri, Italien, Olaf Knudsen, Norwegen, Werner Seelenbinder, Deutschland, August Neo und Edvīns Bietags;
- 1937, 1. Platz, EM in München, F, Hs, mit Siegen über Umberto Silvestri, Italien, József Palotás, Ungarn und Paul Böhmer;
- 1938, 1. Platz, EM in Tallinn, GR, Hs, mit Siegen über Tomas Gwóźdź, Polen, Elmer Härmä, Finnland, Nikolai Karklin, Estland und Umberto Silvestri

1940 trat Axel Cadier in den USA zum Berufsringen über. Er gehörte auch dort über 20 Jahre lang zu den Spitzenkönnern, wobei er auch in Europa, vor allem in Frankreich und England „catchte“. Er machte sich ab 1960 auch einen Namen als Trainer im nordamerikanischen „Wrestling“.